# Antonios Mikos
Antonios Georgios Mikos (Tessalônica, 30 de dezembro de 1960) é um engenheiro biomédico greco-americano, actualmente professor na Universidade Rice. Ele concluiu o estudo de graduação em engenharia na Aristotle University of Thessaloniki e fez mestrado e doutoramento na Purdue University, nos Estados Unidos.
Em 2012, Mikos foi eleito membro da National Academy of Engineering "pelos avanços em engenharia de tecidos, medicina regenerativa, biomateriais e distribuição de medicamentos, incluindo o desenvolvimento de polímeros biodegradáveis." Ele foi nomeado um pesquisador altamente citado do ISI em 2016.